# Distrito de Jaunpur
Jaunpur (en hindi; जौनपुर ज़िला, urdu; جون پور ضلع) es un distrito de India en el estado de Uttar Pradesh. Código ISO: IN.UP.JU.
Comprende una superficie de 4 038 km².
El centro administrativo es la ciudad de Jaunpur. Dentro del distrito se encuentra el pueblo de Gaura.

## Demografía
Según censo 2011 contaba con una población total de 4 476 072 habitantes.